# Edificiul pentru funcții social-politice de pe str. Mitropolit Gavriil Bănulescu-Bodoni, 16 (Chișinău)
Edificiul pentru funcții social-politice de pe str. Mitropolit Gavriil Bănulescu-Bodoni, 16 este o clădire amplasată pe str. Mitropolit G. Bănulescu-Bodoni, 16 în Chișinău, Republica Moldova. Este un monument arhitectural de importanță națională inclus în Registrul monumentelor Republicii Moldova ocrotite de stat cu nr. 279 (municipiul Chișinău). Datează de la sf. sec. XIX.